# Salvator

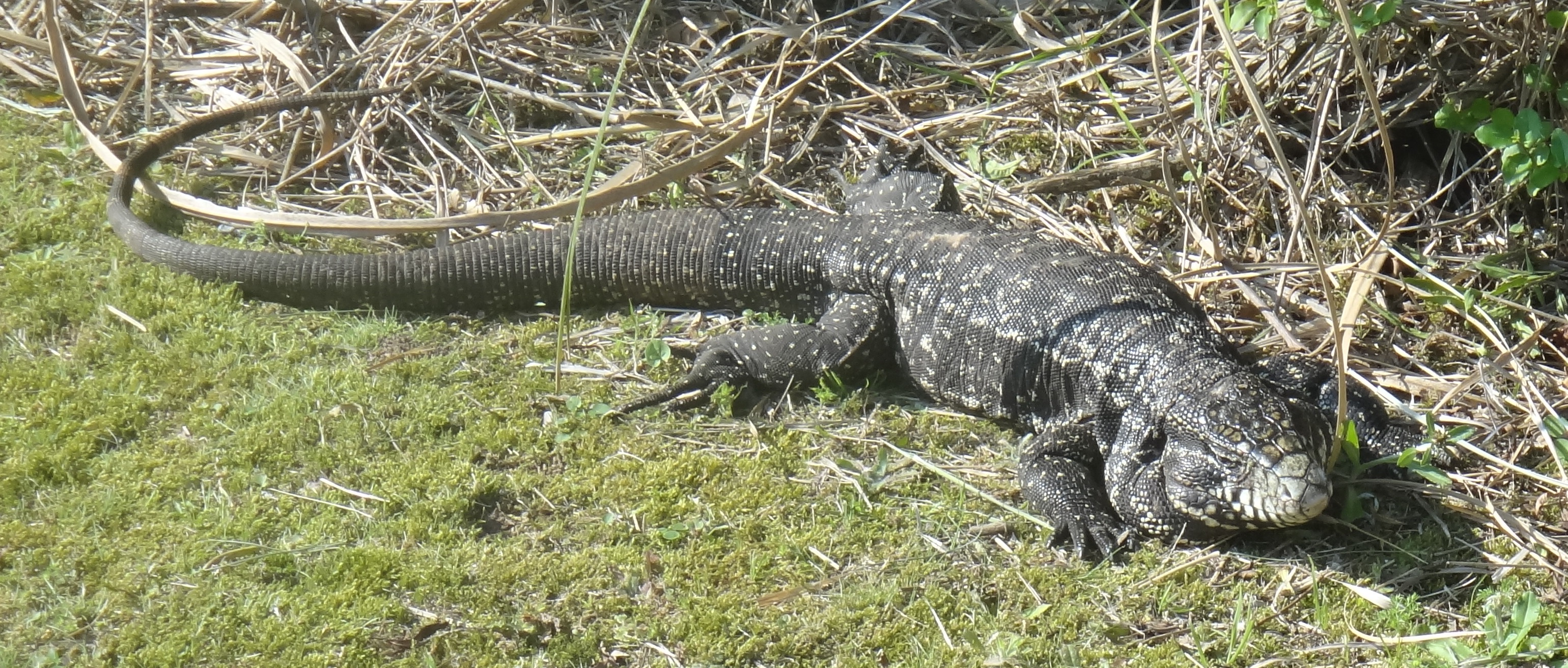

Salvator es un género de grandes lagartos de la familia Teiidae en el orden Squamata. Sus 3 especies habitan en regiones templadas y cálidas del centro y centro-sur de América del Sur, y son denominadas comúnmente lagartos, iguanas o tegúes. La especie que alcanza mayor longitud (Salvator merianae) ronda los 150 cm de largo total. Durante todo el siglo XX y hasta el año 2012 sus integrantes fueron incluidas en el género Tupinambis. 

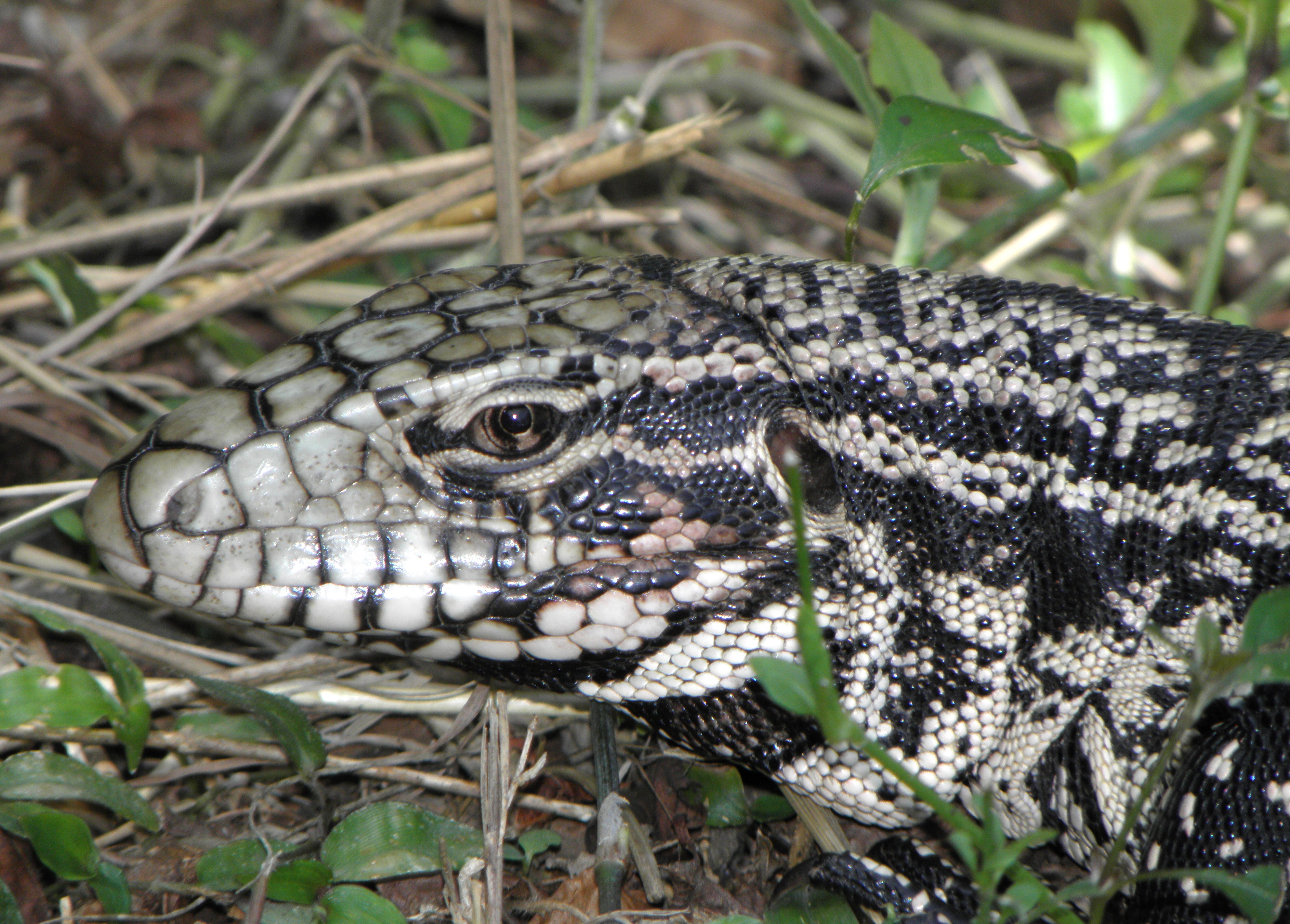
Lagarto overo (Salvator merianae), en la isla Martín García, Argentina.

## Taxonomía
Este género fue descrito originalmente en el año 1839 por los zoólogos franceses André Marie Constant Duméril y Gabriel Bibron. La especie tipo del género es Salvator merianae, con localidad tipo en «Montevideo, Uruguay». 
En el año 1845, el zoólogo inglés George Robert Gray lo sinonimizó con Teius, nombre que sobrevivió hasta el año 1885, momento en el cual el biólogo belga - inglés George Albert Boulenger lo transfirió a Tupinambis. 
Durante el siglo XX y comienzos del siglo XXI sus taxones integrantes fueron siempre incluidos en ese género, pero en el año 2012 una revisión mediante análisis del ADN mitocondrial de toda la familia Teiidae, comprobó la polifilia de Tupinambis, la cual se correspondía a dos clados de profunda divergencia entre sí, el clado del norte (el cual contiene a T. teguixin, T. longilineus, T. quadrilineatus y T. palustris) y el clado del sur (que contiene a T. merianae, T. rufescens y T. duseni). Estos clados son morfológicamente diferentes: el clado del norte posee un único par de escamas loreales y una textura suave en las escamas de todo el cuerpo, mientras que el clado del sur posee dos pares de escamas loreales y una textura del escamado suave ventralmente e irregular en el resto del cuerpo.
La comunidad herpetológica, desde la página web The Reptile Database, está aceptando el cambio. En otro estudio del año 2013 se prefirió ser aún conservador en los cambios en téidos, si bien ratificó la polifilia de Tupinambis y la resulante necesidad de aplicar las modificaciones taxonómicas que esto implica.

### Características diagnósticas

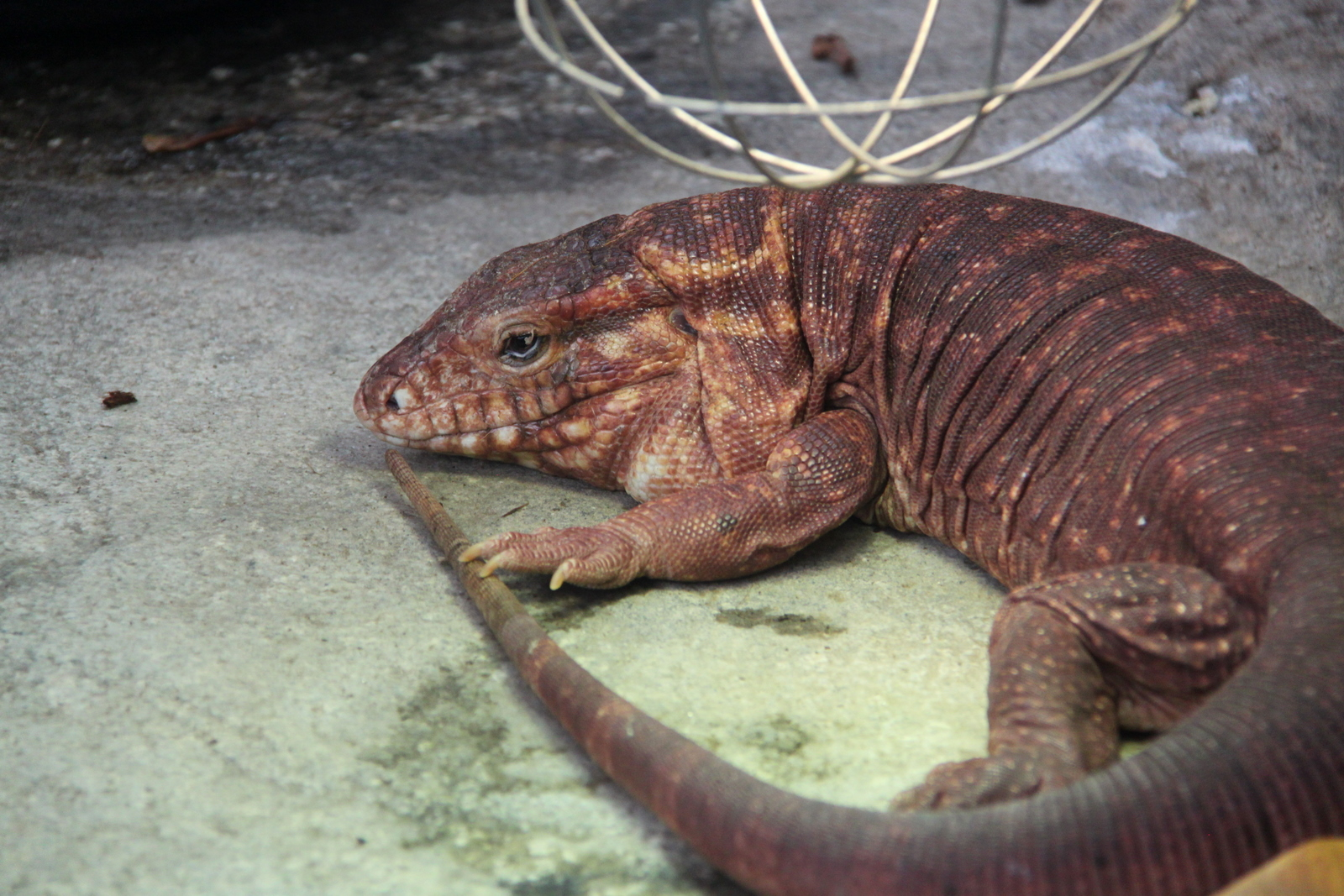
Lagarto colorado (Salvator sp.), en el Berkenhof Zoo, de Países Bajos.

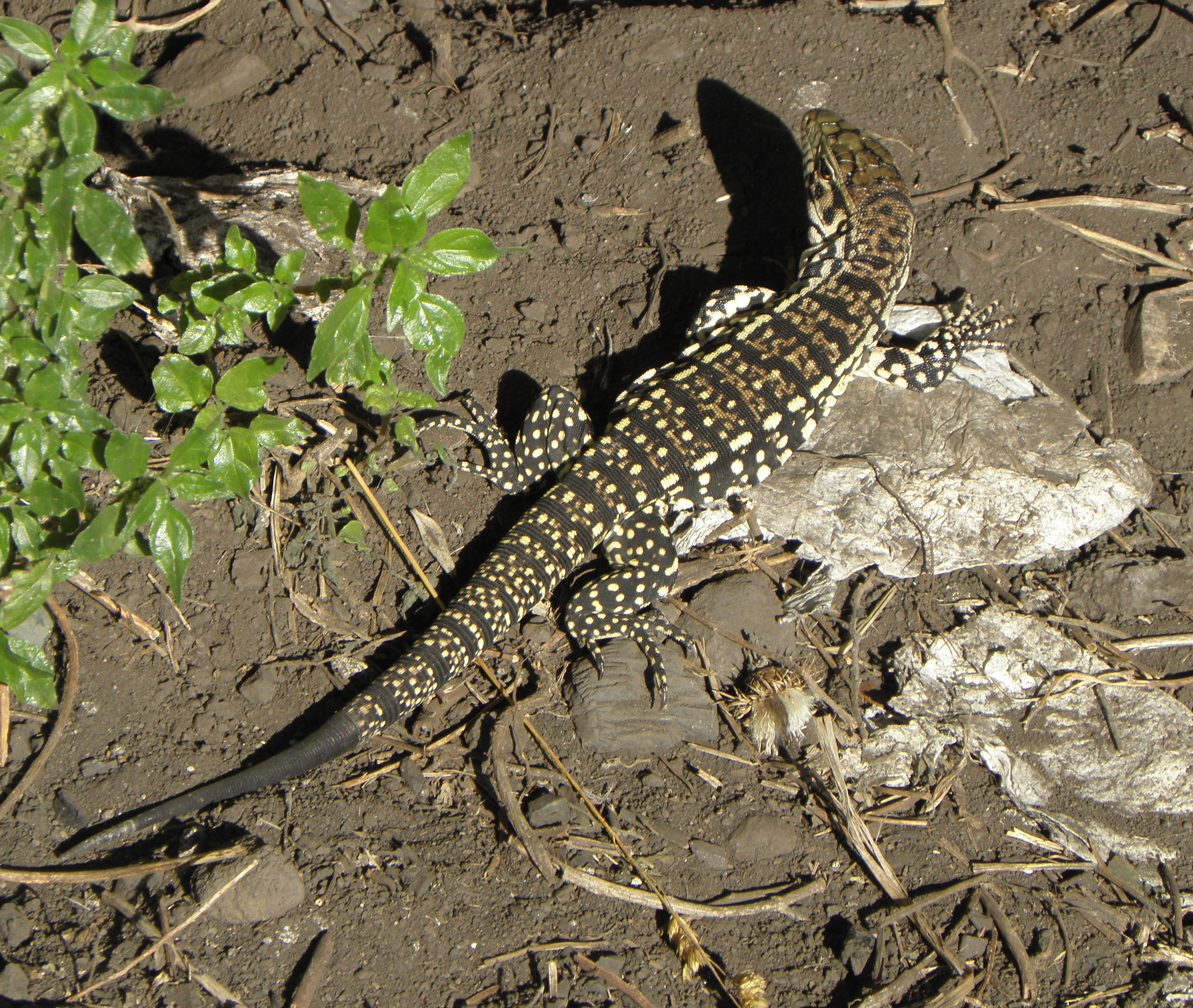
Lagarto overo (Salvator merianae) juvenil, silvestre en Sierra de los Padres, Argentina.

Salvator es el único género de Teiidae con las siguientes combinaciones de caracteres: dos pares de escamas loreales; una textura suave ventralmente e irregular en el escamado del resto del cuerpo; y la cola es subcilíndrica con 2 anillos caudales divididos alternando con un anillo completo. 
Si bien es superficialmente similar a Tupinambis, Salvator se diferencia también por tener las pupilas redondas (versus reniformes en Tupinambis), por tener una hilera completa de gránulos supraoculares laterales (versus ausencia de ellos), ausencia de ranura intertimpánica —o estar incompleta— (versus ranura completa) y por las escamas subcaudales proximales quilladas (versus lisas en Tupinambis).
Etimología
El término Salvator es un nominativo singular y masculino en latín ("Salvador" en español). Al describirlo, sus autores refirieron que  era un nombre frecuente para referir a Jesucristo en los himnos de la iglesia cristiana. El nombre fue inspirado por el texto "Sauvegardes", y era utilizado por los contemporáneos, especialmente en la literatura popular.
Especies
Este género se subdivide en 3 especies: 
- Salvator duseni Lönnberg, 1910 - El lagarto colorado del cerrado.
- Salvator merianae Duméril & Bibron, 1839 - El lagarto overo.
- Salvator rufescens Günther, 1871[9] - El lagarto colorado chaqueño.

## Distribución

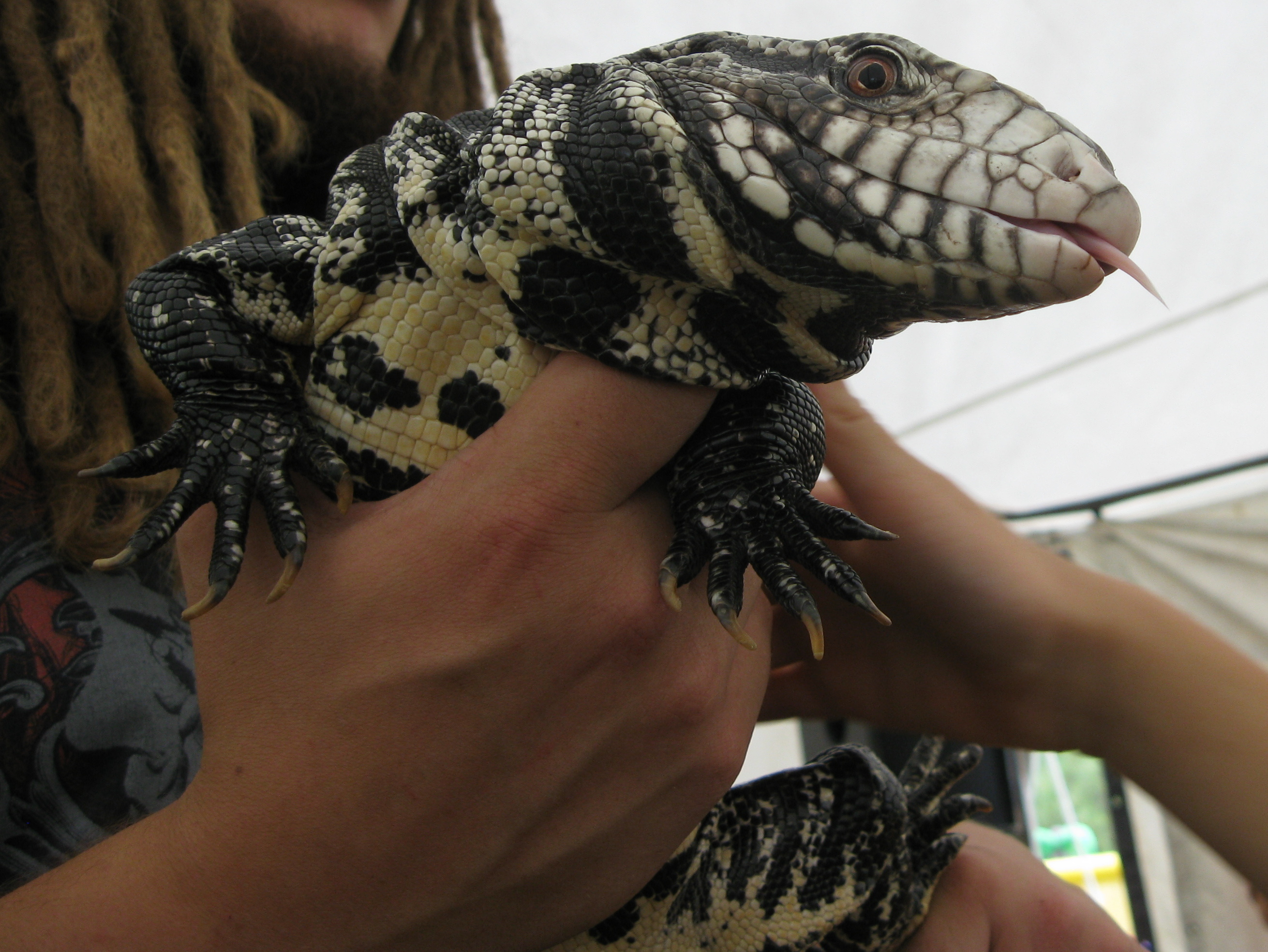
Lagarto overo (Salvator merianae) en cautividad.

Sus especies se distribuyen en el centro y centro-sur de Sudamérica, desde las laderas orientales de los Andes hasta el Atlántico. Su geonemia comprende el centro y sur del Brasil al sur del río Amazonas, a través del este de Bolivia, todo el Paraguay y el Uruguay, y el norte y centro de la Argentina, alcanzando por el sur el norte de la Patagonia en el área desértica de la cuenca del Gran Bajo del Gualicho, provincia de Río Negro.

## Hábitat y costumbres
Sus integrantes logran explotar una importante variedad de hábitat, desde las selvas lluviosas tropicales hasta las áreas desérticas con invierno muy frío; Viven tanto en ambientes acuáticos como en zonas alejadas por decenas de kilómetros a algún cuerpo de agua. Se refugian en cuevas excavadas por ellos mismos y son excelentes nadadores. 
La puesta comprenden de 4 a 32 huevos. La incubación, a entre 28 °C a 30 °C, dura unos 152 hasta 171 días.
Estos grandes lagartos poseen una dieta muy amplia tratándose de generalistas, desde frutas, flores, peces, caracoles, artrópodos, hasta pequeños vertebrados, huevos de aves, de caimanes y de tortugas.

## Relaciones con los humanos
Su cuero es apreciado en el comercio para marroquinería, capturándose cientos de miles de ejemplares con este fin, y secundariamente empleándose también como subproductos su carne para alimento y su grasa con fines de medicina alternativa.